# Pusztaszeri Tájvédelmi Körzet
A Pusztaszeri Tájvédelmi Körzet területe  22 151 hektár, ebből fokozottan védett 1013 hektár. A Tájvédelmi körzet a Kiskunsági Nemzeti Park Igazgatósága alá tartozik.
A tájvédelmi körzet egyik legismertebb része a szegedi Fehér-tó. A táj természeti értékeire, páratlan madárvilágára Beretzk Péter szegedi orvos hívta fel a figyelmet. Kutatásainak eredményeként 1939-ben védetté nyilvánították a szegedi Fehér-tó vízjárta 350 holdas szikes pusztáját. Ebben az időben kezdték meg a ma is létező halastórendszer kiépítését.
A terület másik nagyobb tava, a Csaj-tó szintén jelentős madár élőhely. A tó 1964 óta halgazdaság. Harmadik  tava a Fertő avagy Sándorfalvi-tó.

## Fekvése
A tájvédelmi körzet Csanytelek, Kistelek és a Szeged melletti Fehér-tó által közrefogott háromszögben található, a Tisza mellett, a Duna-Tisza-közén, Csongrád-Csanád vármegyében. Baks a területén fekszik, Mindszent, Sándorfalva és Ópusztaszer pedig a határán van. Szomszédos a Mártélyi Tájvédelmi Körzettel.
Két fő része van, az északi és a déli, melyeket egy keskeny folyómenti sáv kapcsol össze. A körzethez tartozik a Tisza és egyik holtága, az Atkai-holtág által közrefogott Atka-sziget is.

## Természeti értékei
Fokozottan védett részei:
- Büdös-szék madárrezervátum

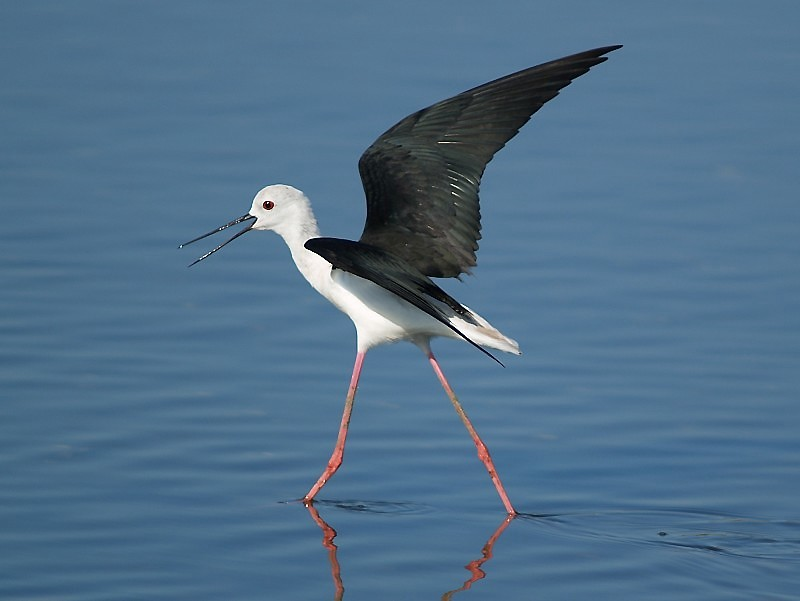
Gólyatöcs

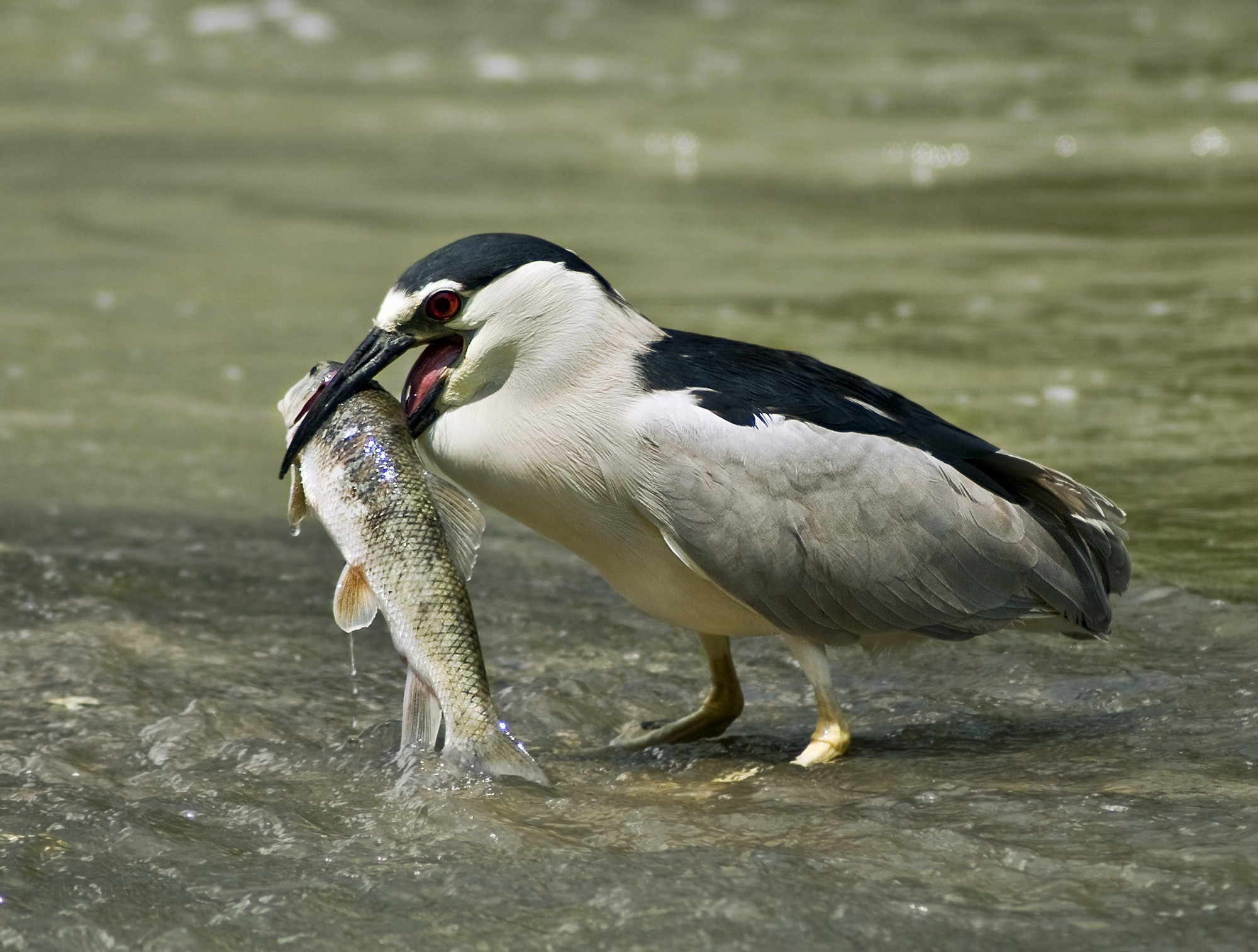
Bakcsó

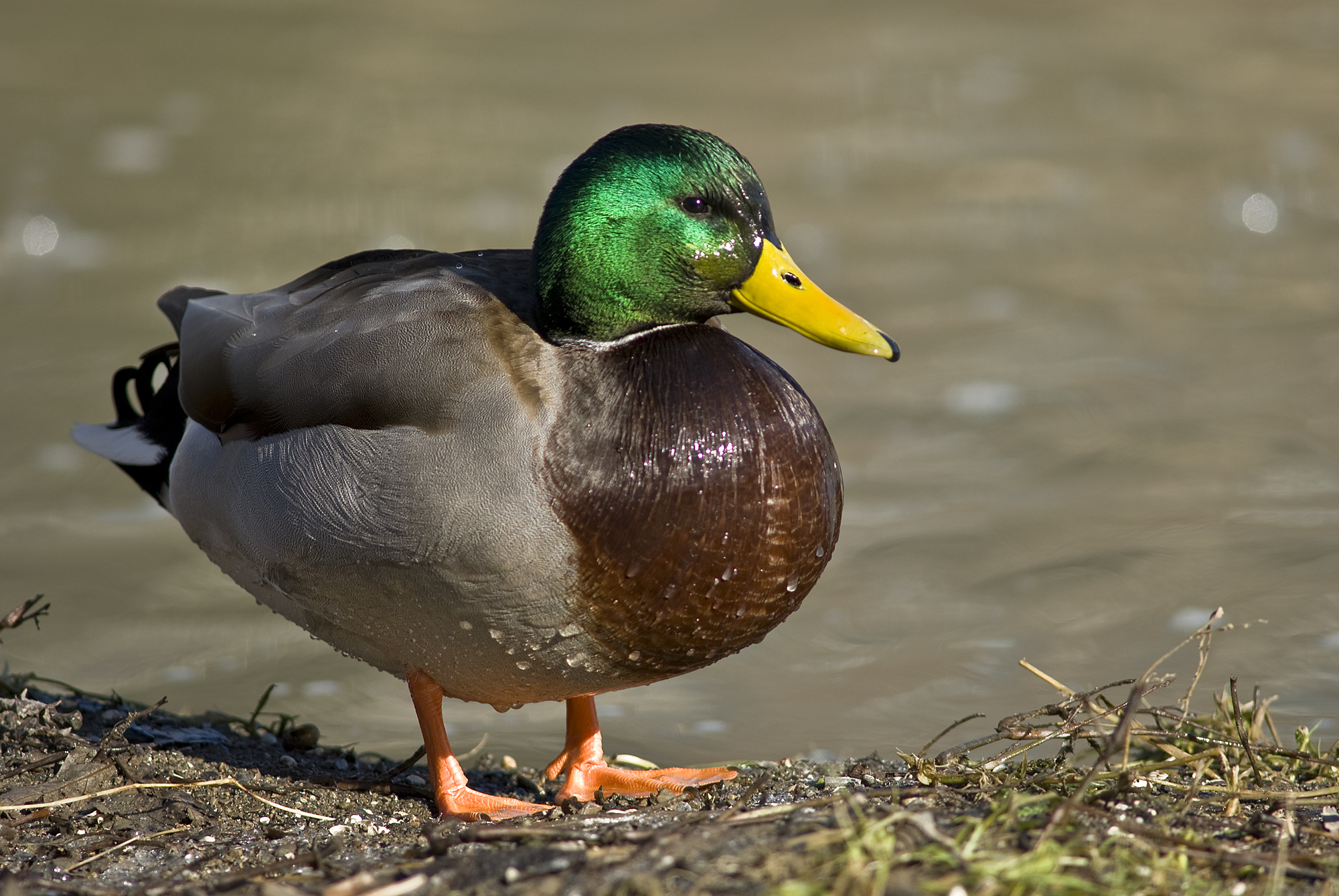
Tőkés réce

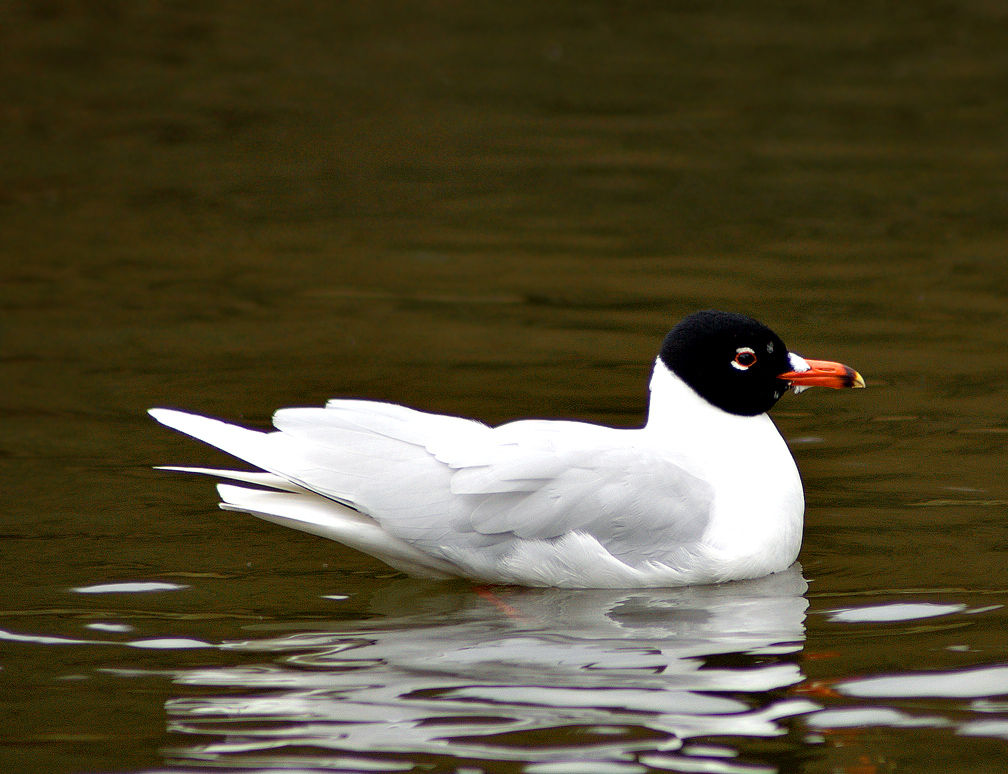
Szerecsensirály

- A Fehér-tó és a Csaj-tó halastórendszere madárrezervátum
- Labodár vadvíz
- Sas-ér erdőrezervátum

## A szegedi Fehér-tó
A szegedi Fehér-tó Magyarország egyik legrégebbi védett területe. A tó első okleveles említése 1075-ből való. Területét még a 19. század elején is rendszeresen elárasztotta a Tisza. A tó egykor a jellegzetes alföldi szikes tavak csoportjába tartozott. Ezen sekély, sziksós vizű tavak jellemzője, hogy vizük a lebegő kolloid állapotú mészsóktól zavaros és az aljzaton szürkés-fehér karbonát-mésziszap halmozódik fel. Az egykori szikes tó halastórendszerré történő átalakítása a harmincas években kezdődött meg. Ezzel egy időben kezdte meg itt Dr. Beretzk Péter szegedi orvos kutatásait. Javaslata alapján 1936-ban kapta meg a szegedi Fehér-tó egy része a helyi védettséget, majd 1939-ben az országos jelentőségű védett területek közé emelték. A terület az európai madárvonulás fontos állomása, pihenő- és táplálkozóhelye a vonuló madaraknak. Vonulási időszakban darvak, vadludak és récefélék tömegei láthatók a Fehér-tavon. Szatymaz temetődombjának közelében áll a Tisza-völgyi bemutatóház, ahol kiállítás mutatja be a Pusztaszeri Tájvédelmi Körzet természeti jellemzőit. Innen indul a Sirály-tanösvény, amely a Fehér-tó szabadon látogatható területein vezet minket végig. A tanösvény egyik állomása a Beretzk Péter kilátó, ahonnan távcsővel megfigyelhető akár a XI. tóegység közepén fekvő Korom-szigeten levő sirálytelep zsibongó élete.

### A Fehér-tó madárvilága
- dankasirály (Larus ridibundus) (látható: egész évben, költés: április utolsó harmada- júniusvégéig)
- szerecsensirály (Larus melanocephalus) (látható: március-augusztus, költés: május-június
- szürke gém (Ardea cinerea) (látható: egész évben, költés: március közepe-július utolsó harmada)
- vörös gém (Ardea purpurea) (látható: április elejétől-szeptember végéig, költés: április utolsó harmada-július utolsó harmada)
- nagy kócsag (Egrettea egretta) (látható: egész évben, költés: március közepe-július eleje)
- kis kócsag (Egretta garzetta) (látható: április-október, költés május eleje-július utolsó harmada)
- kanalasgém (Platalea leucorodia) (látható: március-október, költés: április első harmada-július utolsó harmada)
- barna rétihéja (Circus aeruginosus)(látható: egész évben, költés: áprilistól július végéig)
- küszvágó csér (Sterna hirundo)(látható: április-szeptember), költés: május közepe-július közepe
- tőkés réce (Anas platyrhynchos)(látható: egész évben, költés: március eleje-július vége)
- barátréce (Aythya ferina) (látható: egész évben, költés: április végétől-június közepéig)
- daru ( Grus grus) (látható: március, szeptember-november)

## Növény- és állatvilág
A területen egyaránt megtalálhatók a szolonyeces és szoloncsákos talajféleségek, ezért növényzete gazdag, és mozaikos. A szikesen jellemző az ürmös csenkeszes szikgyep, ecset- és mézpázsit foltokkal, míg a tópartot sziki sás övezi. A terület legnagyobb értéke a kiemelkedően gazdag madárvilág: gólyatöcs, széki lile, gulipán, nagy goda, piroslábú cankó, dankasirály költ a tó környékén, az erdőfoltokban kék vércse él, a pusztákon parlagi pityer, és a ritka ugartyúk fészkel, de a szalakóta gyakori látvány. Az időszakosan víz borította területeken a sziki mézpázsit az uralkodó, de nem ritka a sziki üröm sem. A vaksziken a bárányparéj, a pozsgás zsázsa, a magyar sóvirág és az orvosi székfű sem ritka. A pusztába ékelődő kisebb löszös talajú hátakon ősszel hozza sárga virágát a vetővirág. Ez a Duna-Tisza közén nagyon ritka növény a hazánkban éri el elterjedésének legészakibb határát.
A tájvédelmi körzet másik két, különösen értékes területe a Tisza menti két holtág és környezete: a Sas-ér és a Labodár. A holtágat nedves, tocsogós mocsárrétek, botoló füzesek, nyár- és fűzligetek veszik körül, lenyűgözően szép tájat formálva. A ligeterdőkben gémfélék fészkelnek telepesen: üstökösgém, vörös gém, szürke gém, kis kócsag, bakcsó költ a telepen, és visszajár a rétisas is. A Csanytelek határában található Labodári-holtág környezet is hasonló: a holtágon lebegő hínártársulás, értékes fajokkal, körötte ligeterdők, mocsárrétek.
A tájvédelmi körzet természeti értékeiről, növény- és állatvilágáról valamint kulturális vonatkozásairól kirándulás közben is tájékozódhatunk: 2014 őszétől megújult tanösvénytáblák várják a látogatókat. A táblák egy része interaktív elemekkel, játékokkal is felszerelt, és a fontosabb turisztikai célpontok közelében valamint a környező településeken találhatunk rájuk: a Fehér-tavi kilátónál, a Csaj-tónál, Ópusztaszeren és a Tisza-gáton több helyszínen, összesen 29 tábla került kihelyezésre.

## Kulturális értékek

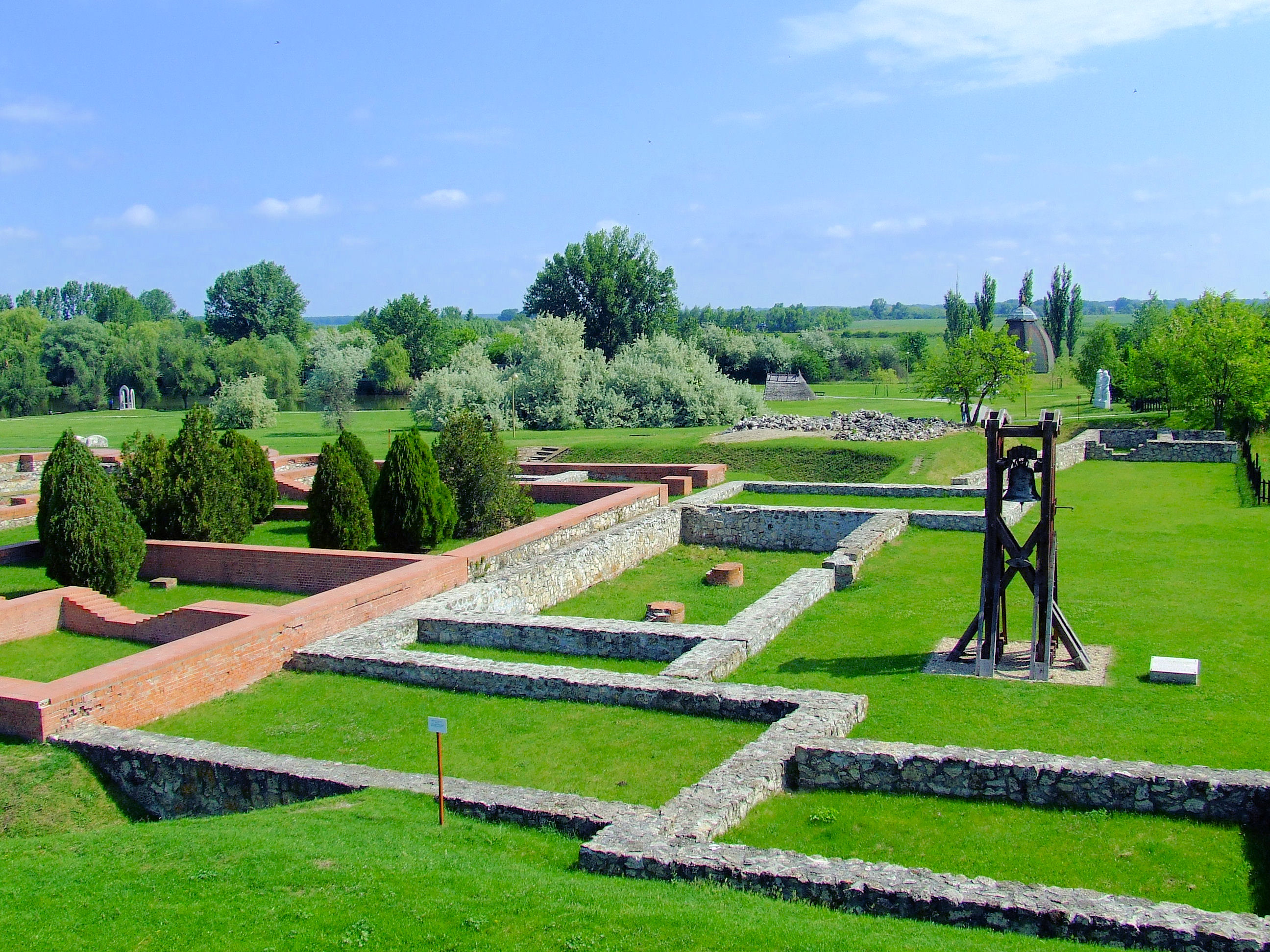
Az ópusztaszeri skanzen

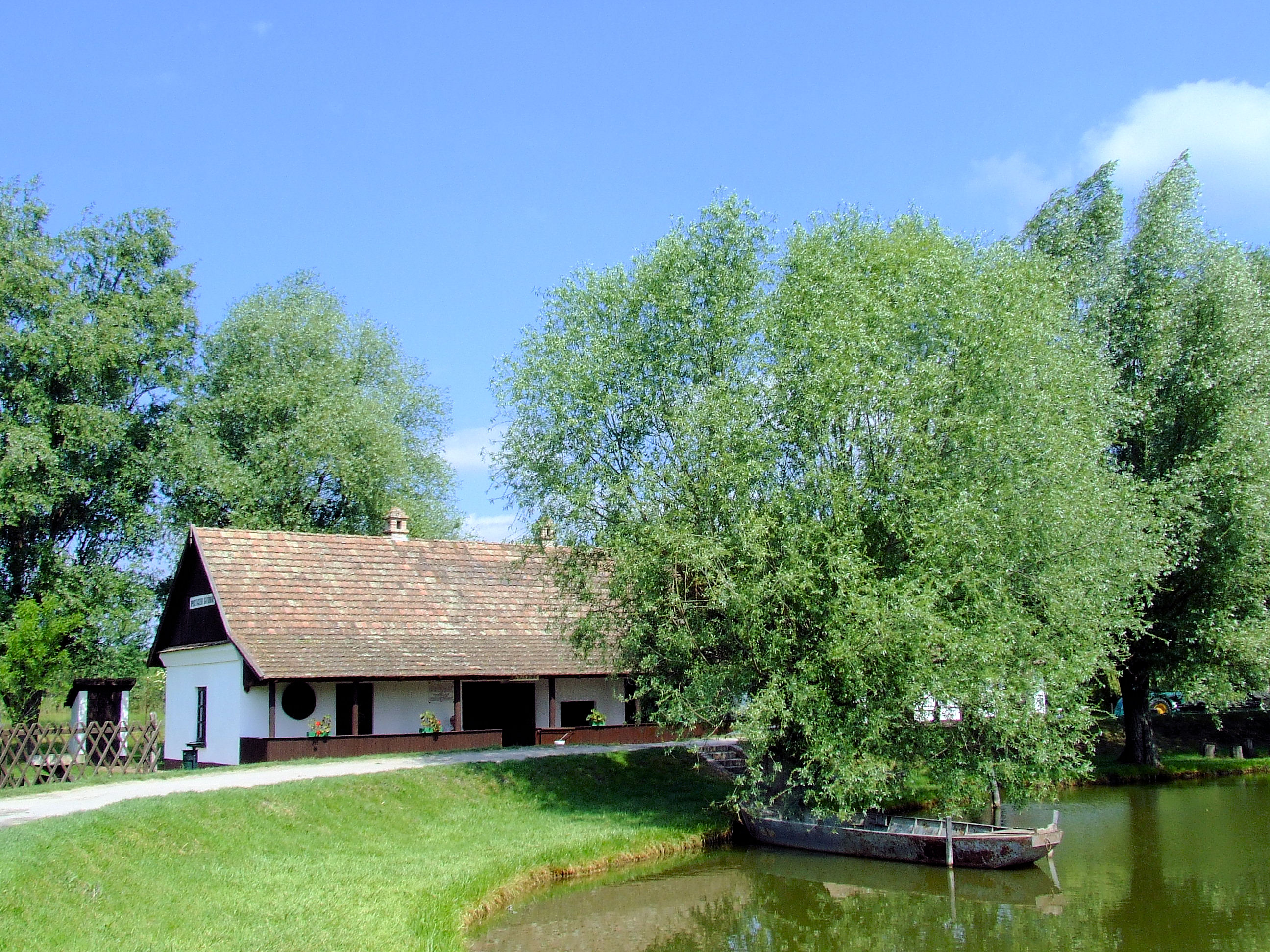
Gátőrház a skanzenben

A tájvédelmi körzet történelmi és kulturális szempontból kiemelkedően jelentős terület, hiszen Anonymus Gestája szerint Árpád nagyfejedelem és a magyar vezérek ezen a területen tartották meg az első „országépítő tanácskozásukat”. A Gesta állítását bizonyították azok a honfoglalás kori sírok, amelyeket itt tártak fel a kutatók. Abban az időben ez a terület sűrűn lakott volt, ahogy erre a nem sokkal későbbi időkből származó pusztatemplom romjai is utalnak.
Ópusztaszer környéke arról is híres, hogy ezen a területen kezdték meg 1945-ben a földosztást. Ezekre az eseményekre is emlékezik az itt kialakított Nemzeti Történeti Emlékpark. A bejárattal szemben a honfoglalás millenniumi ünnepségei során felavatott Árpád-emlékmű látható. Az emlékpark jurtaszerű épületében került kiállításra a híres Feszty-körkép, Feszty Árpád „A magyarok bejövetele” című monumentális alkotása. Az emlékhelyen kialakított skanzen Dél-Alföld népi kultúrájának, társadalom- és településtörténetének egyik legteljesebb bemutatóhelye: a mesterséges tó partján a vízhez kötött ember rekvizitumait láthatjuk, míg a szabadtéri részen különböző alföldi tanyatípusokkal, az egykori tanyasi iskolákkal, postamesteri épületekkel ismerkedhetünk meg.